# VH1 Storytellers (Ringo Starr)
VH1 Storytellers è il sedicesimo album solista di Ringo Starr (il quarto live), uscito il 19 ottobre 1998 su etichetta Mercury.
Registrato dal vivo durante la trasmissione omonima, presenta canzoni alternate a brevi spezzoni parlati.
Ringo è accompagnato dall'ormai consolidato team che lo accompagnava in Vertical Man, con l'aggiunta di Gary Burr.

## Tracce
1. With a Little Help from My Friends – 4:18
2. It Don't Come Easy – 3:18
3. I Was Walkin' – 4:21
4. Don't Pass Me By – 5:40
5. Back Off Boogaloo – 3:40
6. King of Broken Hearts – 7:43
7. Octopus's Garden – 2:50
8. Photograph – 4:11
9. La De Da – 5:04
10. What in the...World – 5:32
11. Love Me Do – 3:41
12. With a Little Help from My Friends – 1:20
13. I've Got Blisters... – 0:18
14. The End – 0:04